# 太古資源
太古資源有限公司（英語：Swire Resources Ltd）為太古股份有限公司全資附屬公司，其總部位於九龍灣宏照道19號金利豐國際中心12-13樓，旗下業務包括代理、批發及零售多個運動及消閒品牌的服飾和鞋履。旗下擁有五家多品牌運動及戶外用品零售連鎖店，分別為馬拉松、GigaSports、Catalog、d2r及Go Wild，在香港、澳門及中國大陸經營超過269家門市。2011年收入29.14億。集團在香港經銷十七個品牌，在中國大陸經銷六個品牌。
1989年，品牌的發展如日方中，太古集團認為運動消閒用品的市場很大，於是將名下公司Molly Brooke Ltd改組為太古資源有限公司。太古資源公司於2006年與PUMA AG合組合營公司，在香港及中國大陸經銷Puma產品。現時，太古資源公司持有ALDO、Arena、Cath Kidston、Crocs、Columbia、HAVAIANAS、Rockport、TEVA及UGG 等多個著名運動鞋、便鞋及消閒服品牌的經銷權。
該公司在香港及中國大陸經營多間專門店，專門售賣公司經銷的品牌。現時太古資源於上海及北京合共有70間店，並積極全力發展廣州市場，期望以這3個據點，把業務發展至全國。
2010年10月27日將其持有49%的中國企業Liberty China售予德國運動用品生產商PUMA，此前彪馬與太古旗下太古資源分別持有Liberty China的51%和49%股權，於2011年1月1日生效後，PUMA將全資持有Liberty China。此公司主要從事在香港及中國大陸分銷彪馬的產品。
2011年11月購入擁有Chevignon品牌長期特許權協議的一家公司85%權益。
2012年3月購入法國高級鞋履品牌Repetto在香港的獨家經銷權，首家Repetto旗艦店最近於中環國際金融中心商場開業。
2016年年底太古資源開設一站式野遊裝備專門店Go Wild，獨家代理外國三十個外國野遊品牌。

## 旗下品牌
太古資源持有多個著名運動鞋、便鞋及時尚品牌的獨家經銷權和代理權，包括 Aldo、Arena、Cath Kidston、Chevignon、美國哥倫比亞運動服裝公司、Jockey、Mountain Hardwear、Repetto、Rockport、Soludos、Speedo、Teva、The Kooples及UGG。

## 外部連結

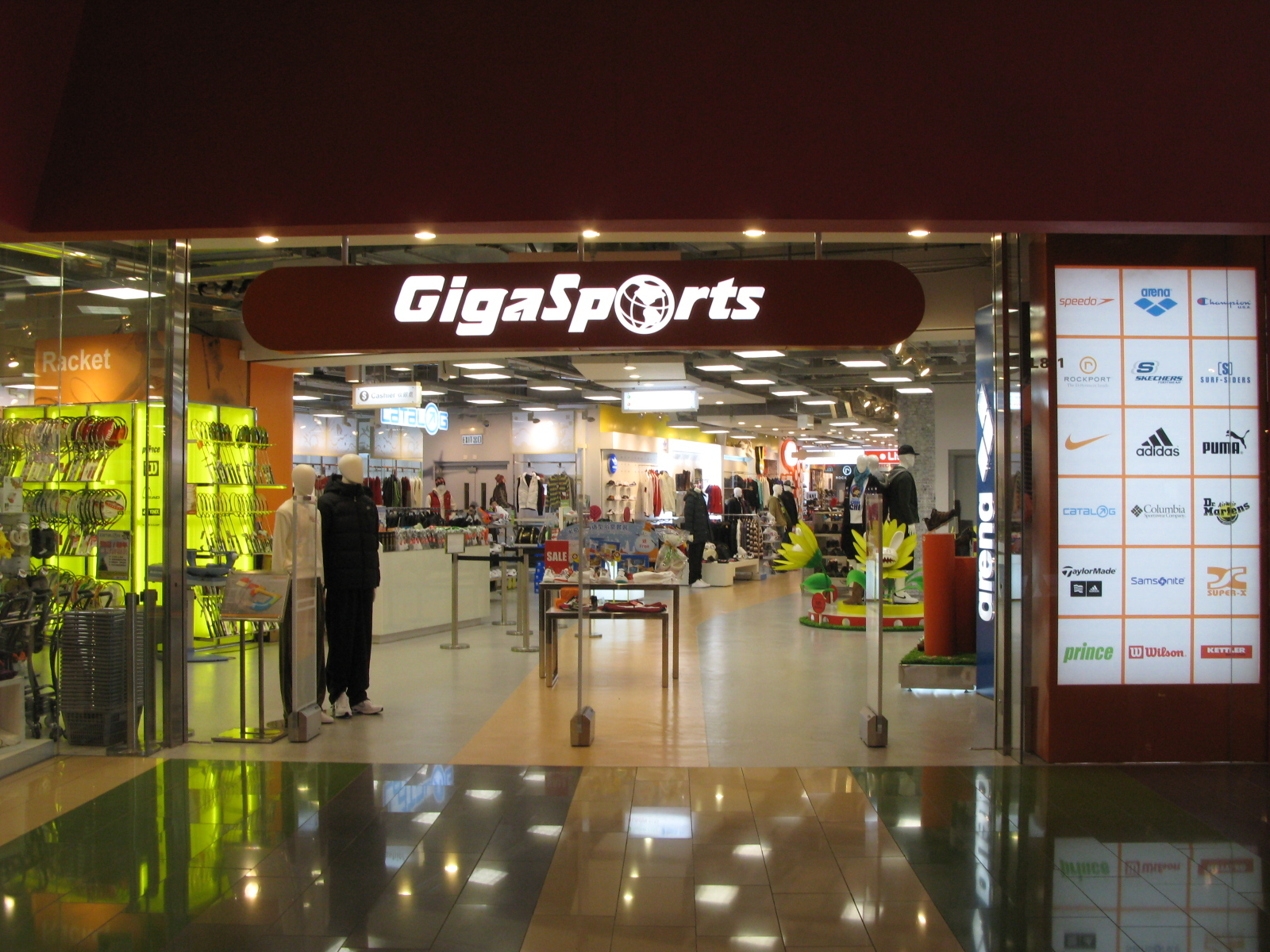
GigaSports

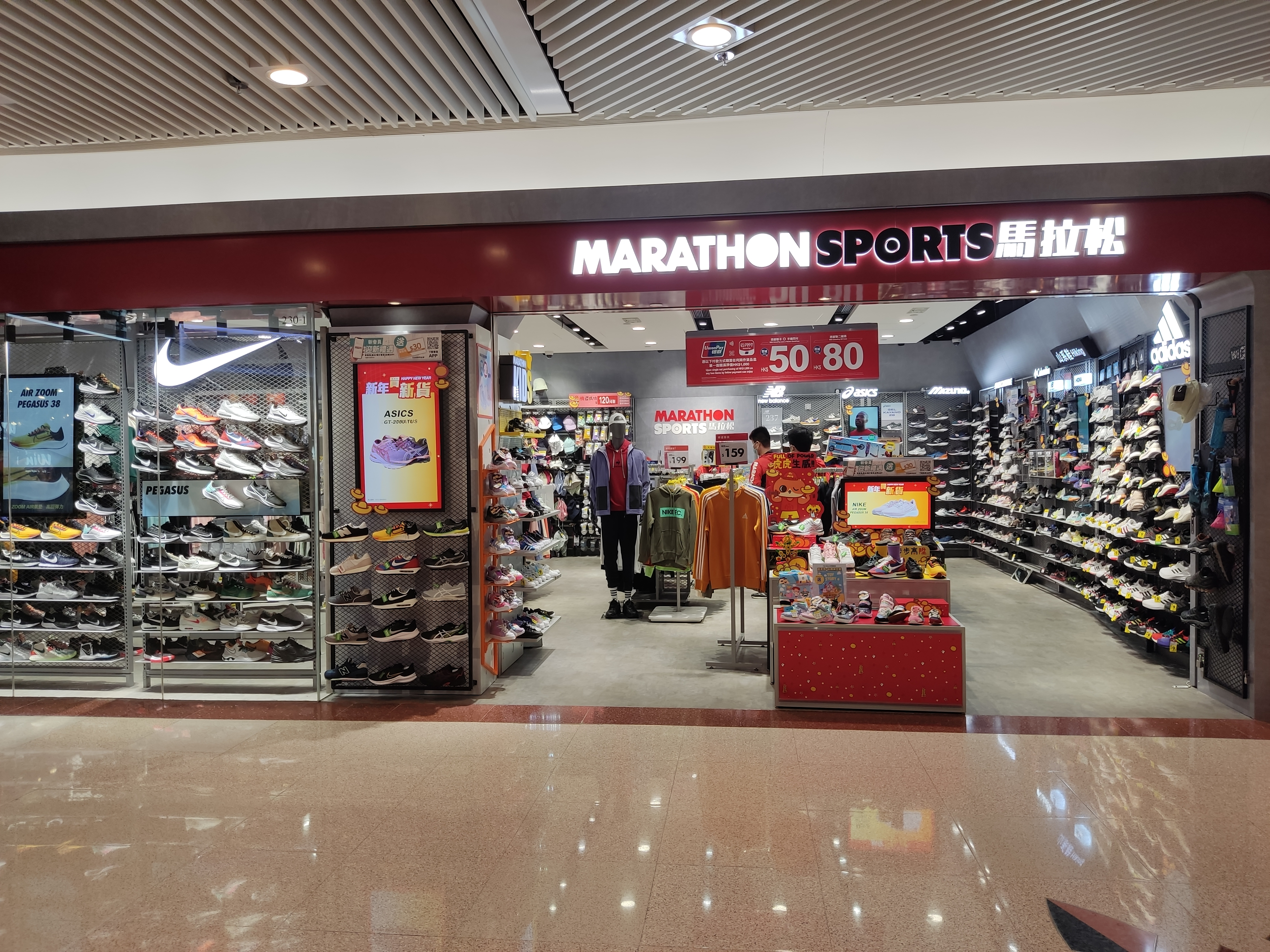
馬拉松

- 太古資源 Swire Resources（页面存档备份，存于）